# Jacob Pieter Pompejus van Zuylen van Nijevelt
Jacob Pieter Pompejus (Pompejus) baron van Zuylen van Nijevelt, heer van de Ehze (Dordrecht, 29 juni 1816 – Den Haag, 4 november 1890) was een Gelderse edelman en vanaf 1848 Tweede Kamerlid.

## Leven en werk
Na het Athenaeum Illustre (Deventer) studeerde Van Zuylen van Nijevelt vanaf 1835 te Utrecht en promoveerde in 1840 in de rechten. Hij was minister van Buitenlandse Zaken in het eerste kabinet van Thorbecke. Dit kabinet struikelde in 1853 over de Aprilbeweging. Hem werd ten onrechte verweten het voornemen van Pius IX om de kerkelijke hiërarchie in Nederland te herstellen te hebben verzwegen. In 1861 was hij korte tijd weer minister van Buitenlandse zaken. Hij kwam in conflict met zijn collega-ministers over het koloniale beleid. Toen de koning zich achter zijn tegenstanders schaarde, waaronder zijn medeformateur van het kabinet James Loudon trad hij af. Na zijn derde huwelijk in 1857, met een dochter van oud-minister Jan Jacob Rochussen, kwam hij onder invloed van zijn nieuwe schoonvader in conservatiever vaarwater terecht. In september 1864 werd hij weer Kamerlid en leider van de Zuylianen, die zich tegen liberalen en antirevolutionairen keerden. Nadien was hij tot 1885 achttien jaar gezant in Parijs, na benoeming door zijn neef Jules, toenmaals minister, en op hoge leeftijd nog Eerste Kamerlid. In 1889 werd hij benoemd tot minister van staat.

### Familie
Van Zuylen van Nijevelt trouwde op 26 augustus 1841 te Utrecht met Françoise Wilhelmina Maria Schas, telg uit het geslacht Schas, uit welk huwelijk vier kinderen werden geboren. Na haar overlijden hertrouwde hij op 5 januari 1854 te Rheden met haar zuster Jacoba Aletta Francina Schas, uit welk huwelijk een dochter werd geboren die na enkele maanden op Rhederhof in 1855 overleed, terwijl de moeder elf dagen na die geboorte overleed, op 18 december 1854. Hij hertrouwde daarna op 30 juli 1857 in Den Haag met Emilie Annette Rochussen. Hij overleed in november 1890 op 74-jarige leeftijd in zijn woonplaats Den Haag, een jaar na zijn derde echtgenote.

### Bezit

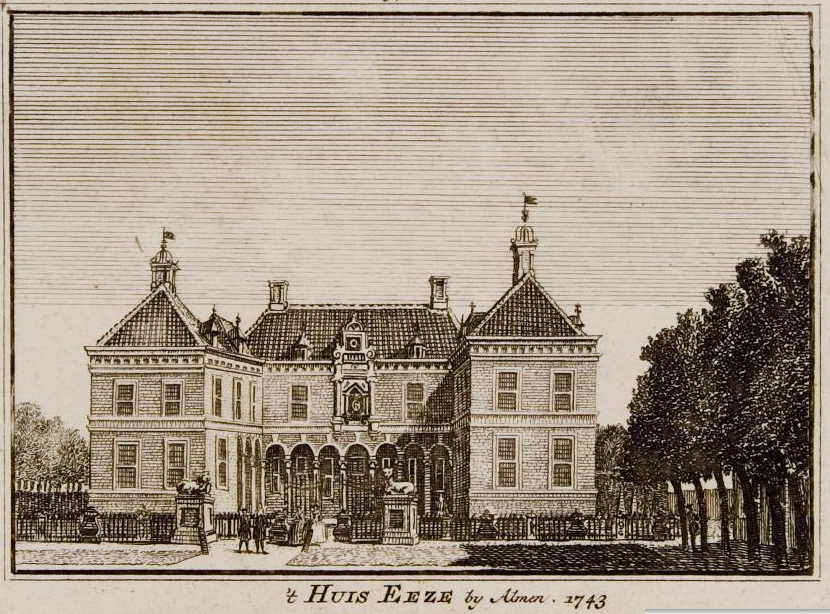
De Ehze door Jan de Beijer (1743)

Zijn vader Arnout baron van Zuylen van Nijevelt, heer van de Ehze (1780-1835), lid Notabelenvergadering, was in 1831 eigenaar geworden van De Ehze. Na diens overlijden ging het bezit ervan op hem over, maar zijn moeder Maria Repelar, vrouwe van Nieuw-Beijerland (1780-1857) bleef het huis bewonen tot haar overlijden. Zelf bewoonde hij het op het landgoed gebouwde huis Hoogenkamp in Almen, terwijl zijn zus Maria (1818-1865) bij haar moeder op het huis de Ehze bleef wonen, ook na haar huwelijk in 1849 met K.W.G. baron van Wassenaer (1822-1870), waar enkele van hun kinderen werden geboren en op welk huis zij overleed, net als haar moeder acht jaar eerder.